# 웨스트 사이드 스토리 (1961년 영화)
《웨스트 사이드 스토리》(West Side Story)는 동명의 뮤지컬을 영화로 옮긴 미국의 뮤지컬 드라마 영화이다. 로버트 와이즈가 감독과 제작을 맡았다. 동명의 뮤지컬은 윌리엄 세익스피어의 <로미오와 줄리엣>의 내용을 가져온 것이다.
브로드웨이에서 대성공을 거둔 뮤지컬 영화로서 <로미오와 줄리엣>을 교묘히 현대의 젊은 세대로 바꾸어 놓고 있다. 뉴욕의 조감(鳥瞰)이동촬영으로부터 시작되는 로버트 와이즈의 연출은 산뜻하며, 두 패가 대결하는 장면을 비롯하여 젊은 출연자들을 다이내믹하게 움직인 제롬 로빈즈의 안무(按舞)솜씨도 깨끗하고 곱다. 레너드 번스타인 작곡의 가곡(歌曲)도 우수한 것이 많고, 뮤지컬 영화로서 최고 수준의 성공을 거두었다.
아카데미에서는 작품상, 남우조연상, 여우조연상, 감독상 등 10개 부분에서 수상하였다. 미국 영화 연구소는 1998년 100대 영화에 선정하였으며 2007년 재선정에서도 뽑혔다.

## 줄거리
1957년 뉴욕 어퍼 웨스트 사이드에서는 두 십대 갱단이 세력 다툼을 벌이고 있다. 백인 청년들로 이루어진 ‘제트파’는 리프를 중심으로 행동하며, 푸에르토리코 출신의 ‘샤크파’는 베르나르도가 이끈다. 싸움이 벌어지자 슈랭크 경위와 크럽키 순경이 출동해 그들을 해산시킨다. 제트파는 다가오는 댄스파티 이후 샤크파와 결투를 벌이자고 제안한다.
리프는 절친이자 제트파의 공동 창립자인 토니가 다시 함께 싸워주길 바란다. 그는 토니를 댄스파티에 초대하지만, 토니는 곧 인생의 중요한 무언가가 다가올 것 같은 예감을 말하며 망설인다. 리프는 그 일이 댄스에서 일어날 수 있다고 말하고, 결국 토니는 참석하기로 한다. 한편, 베르나르도의 여동생 마리아는 그의 여자친구 아니타와 함께 댄스를 기대하며 설레는 마음을 나눈다. 댄스파티에서 두 갱단은 서로 섞이지 않고 따로 어울린다. 토니가 도착하고 마리아와 눈이 마주친 순간, 둘은 첫눈에 사랑에 빠진다. 하지만 격분한 베르나르도는 토니에게 마리아에게서 떨어지라고 경고하고 그녀를 집으로 돌려보낸다. 리프는 결투의 세부 사항을 정하기 위해 자정에 ‘독스 약국’에서 베르나르도와 만나자고 제안한다.
아니타는 베르나르도가 마리아를 과잉보호한다고 말하며, 그녀와 함께 푸에르토리코와 미국 본토의 장단점을 비교해본다. 그날 밤, 토니는 마리아의 방화벽에 몰래 올라가 서로의 사랑을 다시 확인한다. 크럽키 순경은 제트파가 무언가를 계획하고 있다고 의심하며 문제를 일으키지 말라고 경고한다. 이후 샤크파가 나타나고, 양측은 다음날 밤 고속도로 아래에서 일대일 주먹 싸움을 벌이기로 합의한다. 슈랭크 경위가 현장에 오자 갱단은 겉으로는 우정을 가장하며 입을 다문다. 그는 샤크파를 쫓아내고 싸움에 대한 단서를 찾으려 하지만 실패한다.
다음 날, 아니타와 마리아는 함께 일하는 웨딩숍에 있다. 아니타는 무심코 결투 소식을 마리아에게 알리고, 곧 토니가 그녀를 만나러 온다. 놀란 아니타는 베르나르도가 이 사실을 알게 되면 위험하다고 경고하지만, 마리아는 토니에게 결투를 막아달라고 부탁한다. 두 사람은 함께 결혼을 꿈꾼다.
결투 장소에 갱단이 모인다. 토니는 싸움을 막으러 오지만, 베르나르도의 도발이 계속되자 리프가 나서서 칼싸움을 시작한다. 토니가 싸움을 말리려다 리프가 베르나르도에게 찔려 죽고, 격분한 토니는 베르나르도를 찔러 죽인다. 양측 간의 격렬한 몸싸움이 벌어지고, 경찰차 사이렌 소리에 모두 달아난다. 싸움터에는 두 시신만 남는다.
마리아는 아파트 옥상에서 토니를 기다리고 있다. 그녀의 약혼자 치노가 찾아와 싸움과 죽음에 대해 전한다. 토니가 도착해 용서를 구하며 경찰에 자수하겠다고 하지만, 마리아는 깊이 상심한 채 그를 사랑한다고 말하며 떠나지 말라고 한다.
제트파는 새로운 리더 아이스를 중심으로 차고 앞에 다시 모여 경찰의 압박에 대응하려 한다. ‘애니바디즈’가 나타나 치노가 총을 들고 토니를 노리고 있다고 경고한다. 아이스는 토니에게 이 소식을 전하러 다른 이들을 보낸다. 한편, 아니타는 슬픔 속에 마리아의 집에 도착한다. 마리아와 토니는 약국에서 만나 도망갈 돈을 받아 함께 떠날 계획을 세운다. 아니타는 창문으로 빠져나가는 토니를 목격하고 마리아에게 화를 내지만, 마리아는 그녀를 설득해 도망을 도와달라고 부탁한다. 그때 슈랭크 경위가 도착해 마리아에게 싸움에 대해 묻자, 마리아는 아니타를 대신 보내 토니에게 전해달라고 한다.
아니타가 독스 약국에 도착하자, 제트파는 그녀를 괴롭히고 심지어 성폭행을 시도한다. 그때 독이 나타나 이를 저지한다. 분노한 아니타는 마리아가 치노에게 살해당했다고 거짓말한다. 독은 제트파를 쫓아내고, 토니에게 도망 자금을 건네며 아니타의 전갈을 전한다.
절망에 빠진 토니는 거리로 뛰쳐나가 치노에게 자신도 죽여달라고 외친다. 그러던 중 약국 옆 놀이터에서 마리아를 발견하고 서로를 향해 달려가지만, 그 순간 치노가 토니를 총으로 쏜다. 양쪽 갱단이 모여든 가운데 마리아는 쓰러진 토니를 안고 오열하고, 토니는 그녀의 품에서 숨을 거둔다. 마리아는 치노의 총을 들고 모두에게 겨누며, 서로를 향한 증오가 이 모든 죽음을 불러왔다고 비난한다.
곧 슈랭크 경위와 크럽키 순경이 도착해 치노를 체포하고, 제트파와 샤크파는 그동안의 반목을 멈춘 채 함께 토니의 시신을 운구한다. 그 뒤를 마리아가 조용히 따라간다.

## 출연
- 나탈리 우드 – 마리아 역, 베르나르도의 여동생이자 치노와 약혼한 사이였으나 토니와 사랑에 빠지는 인물
- 마니 닉슨 – 마리아의 노래 목소리 (또한 퀸텟에서 아니타의 노래 목소리도 담당)
- 리처드 베이머 – 토니 역, 제트파의 공동 창립자이자 전 멤버이며, 리프의 절친한 친구로 독스 약국에서 일하고 마리아와 사랑에 빠지는 인물
- 지미 브라이언트 – 토니의 노래 목소리
- 러스 탬블린 – 리프 역, 제트파의 리더이자 토니의 절친
- 터커 스미스 – 리프의 노래 목소리 ("Jet Song"에서)
- 리타 모레노 – 아니타 역, 베르나르도의 여자친구이자 마리아의 가장 가까운 친구
- 베티 완드 – 아니타의 노래 목소리 ("A Boy Like That"에서)
- 마니 닉슨 – 아니타의 노래 목소리 ("Tonight Quintet"에서)
- 조지 차키리스 – 베르나르도 역, 샤크파의 리더이며 마리아의 오빠, 아니타의 연인
- 사이먼 오클랜드 – 슈랭크 경위 역, 강경한 성격의 사복 경찰
- 네드 글래스 – 독 역, 토니의 상사이자 양심적인 유대인 노인으로 약국 주인
- 윌리엄 브램리 – 크럽키 순경 역, 거칠지만 책임감 있는 순찰 경찰 (브로드웨이 초연에서도 같은 배역을 맡음)

### 크레딧에 이름이 올라가지 않은 배우
- 존 애스틴 – 글래드 핸드 역, 선의는 있지만 효과는 없는 사회복지사
- 페니 샌턴 – 마담 루시아 역, 웨딩숍 주인

### 제트파
- 터커 스미스 – 아이스 역 (영화를 위해 새롭게 창작된 캐릭터), 리프의 부하이며 리프 사망 후 제트파의 새로운 리더가 됨
- 토니 모르덴테 – 액션 역, 다혈질인 제트파 일원
- 데이비드 윈터스 – 에이-랩 역, 베이비 존의 가장 친한 친구
- 엘리엇 펠드 – 베이비 존 역, 제트파의 막내이자 비교적 순수한 인물
- 버트 마이클스 – 스노우보이 역
- 데이비드 빈 – 타이거 역
- 로버트 배너스 – 조이보이 역
- 앤서니 스쿠터 티그 – 빅 딜 역
- 하비 에반스 – 마우스피스 역
- 토미 애벗 – 지타 역

### 제트파 소속 소녀들
- 수잔 오크스 – 애니바디즈 역, 남자아이처럼 행동하는 말괄량이 소녀이자 제트파에 들어가고 싶어 하는 인물
- 지나 트리코니스 – 그라지엘라 역, 리프의 여자친구
- 캐롤 디안드레아 – 벨마 역, 아이스의 여자친구
- 리타 하이드 다미코 – 클라리스 역, 빅 딜의 여자친구 (크레딧에 이름이 표시되지 않음)
- 팻 트리블 – 미니 역, 베이비 존의 여자친구 (크레딧에 이름이 표시되지 않음)
- 프란체스카 벨리니 – 데비 역, 스노우보이의 여자친구 (크레딧에 이름이 표시되지 않음)
- 일레인 조이스 – 핫시 역, 타이거의 여자친구 (크레딧에 이름이 표시되지 않음)

### 샤크파
- 호세 데 베가 – 치노 마틴 역, 베르나르도의 가장 친한 친구이자 마리아의 약혼자
- 제이 노먼 – 페페 역, 베르나르도의 부하
- 거스 트리코니스 – 인디오 역, 페페의 절친
- 에디 베르소 – 후아노 역
- 하이메 로저스 – 로코 역
- 래리 로크모어 – 로코 역
- 로버트 톰슨 – 루이스 역
- 닉 코바세비치 – 토로 역
- 루디 델 캄포 – 델 캄포 역
- 앙드레 타이르 – 칠레 역

### 샤크파 소속 소녀들
- 이본 와일더 – 콘수엘로 역, 페페의 여자친구 (크레딧에는 '이본 오톤'으로 표기됨)
- 수지 케이 – 로살리아 역, 인디오의 여자친구
- 조앤 미야 – 프란시스카 역, 토로의 여자친구
- 마리아 히메네스 헨리 – 테레시타 역, 후아노의 여자친구 (크레딧에 이름이 표시되지 않음)
- 루시 스톤 – 에스텔라 역, 로코의 여자친구 (크레딧에 이름이 표시되지 않음)
- 올리비아 페레즈 – 마르가리타 역, 루코의 여자친구 (크레딧에 이름이 표시되지 않음)